# Interstate 77
Die Interstate 77 (kurz I-77) ist ein Interstate Highway in den Vereinigten Staaten. Sie beginnt an einen Kreuz mit der Interstate 26 und den U.S. Highways 21, 176 und 321 bei Columbia im Bundesstaat South Carolina und endet nach 984 Kilometern an der Interstate 90 in Cleveland im Bundesstaat Ohio.

## Längen
| Meilen | km  | Staat          |  |
|        |     |                |  |
| 90     | 145 | South Carolina |  |
| 105    | 169 | North Carolina |  |
| 67     | 108 | Virginia       |  |
| 187    | 301 | West Virginia  |  |
| 163    | 262 | Ohio           |  |
|        |     |                |  |
| 611    | 984 | Gesamt         |  |

## Verlauf

### South Carolina
Ab dem Kreuz mit der Interstate 26 südlich von Columbia bildet die I-77 zunächst den östlichen Umgehungsring um den Großraum der Stadt und trifft dabei auf die U.S. Highways 76 und 378. Nachdem sie das Fort Jackson im Osten passiert hat, wird sie von der Interstate 20 und kurz darauf vom U.S. Highway 1 gekreuzt. Nach der Abzweigung der South Carolina State Route 277 verlässt die Straße den Großraum von Columbia in nördlicher Richtung. Die Interstate verläuft nun parallel zum U.S. Highway 21 nach Rock Hill. Auf dieser Strecke wird sie einige mal vom US 21 gekreuzt. Ab etwa einem Kilometer vor der Grenze zu North Carolina beginnen sie sich die Trasse zu teilen.

### North Carolina

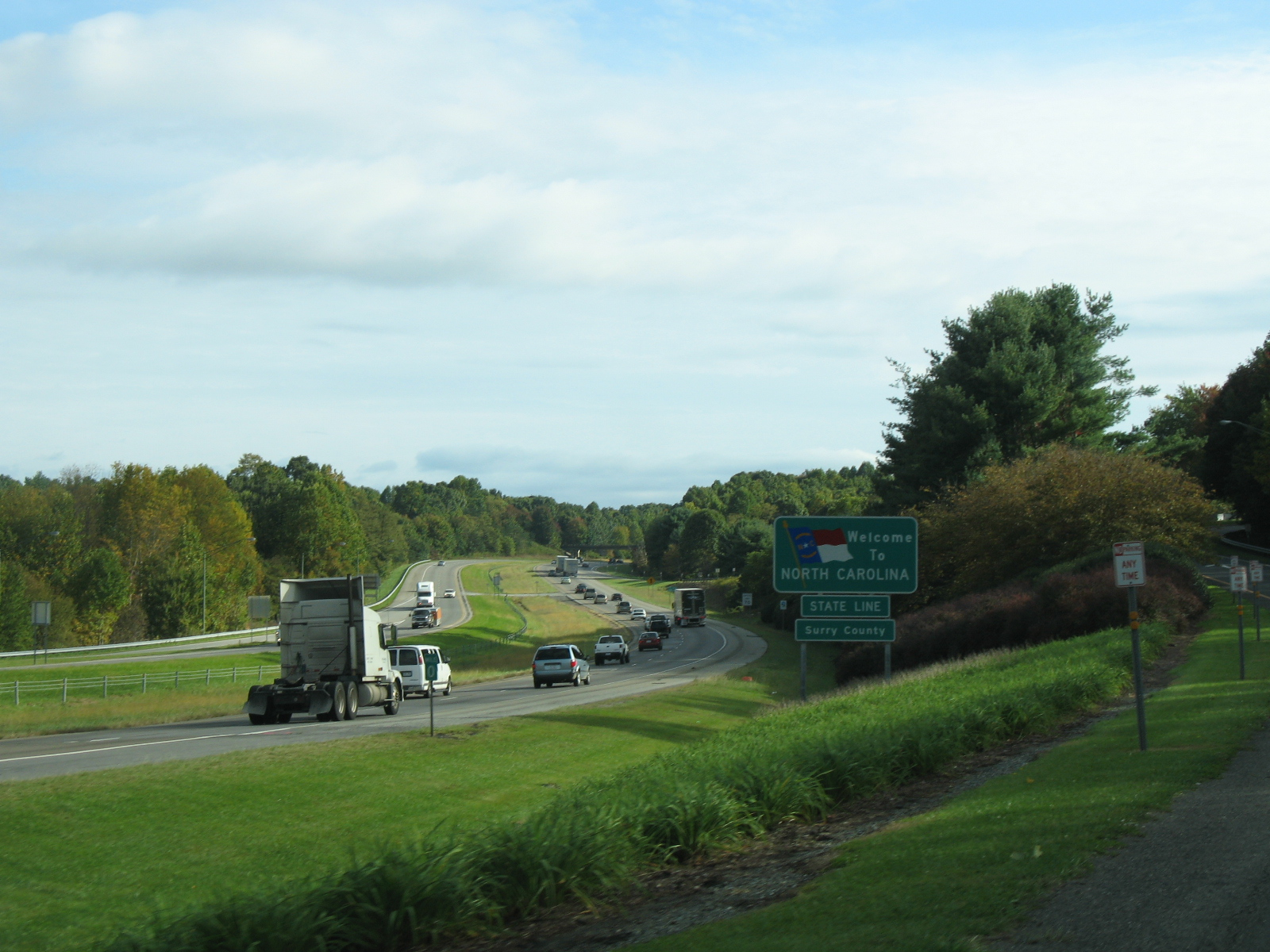
Übergang Virginia nach North Carolina

In North Carolina trifft die Interstate 77 nach etwa fünf Kilometern auf die Interstate 485 und verläuft danach durch den Großraum von Charlotte, der größten Stadt des Bundesstaats. Im Zentrum der Stadt wird die Straße von der Interstate 277, den U.S. Highways 29 und 74 sowie der North Carolina State Route 16. Einige Kilometer nach dem Kreuz mit der Interstate 85 trennt sich die I-77 wieder vom U.S. Highway 21 und verläuft weiter in Richtung Norden.
Im Süden der Stadt Statesville trifft die Interstate 77 auf den U.S. Highway 70 und kurz darauf auf den U.S. Highway 64. Im Nordosten der Stadt wird die Straße von der Interstate 40 gekreuzt. Westlich der Ortschaft Hamptonville trifft sie auf den U.S. Highway 421. Ab dem Ort Elkin trennen sich die I-77 und der US 21 nun endgültig und die Interstate führt weiterhin in nördlicher Richtung. Westlich der Stadt Mount Airy zweigt die Interstate 74 ab, bevor die Straße die Grenze zum Bundesstaat Virginia erreicht.

### Virginia
In Virginia verläuft die Interstate 77 weiterhin in nördlicher Richtung und trifft westlich von Hillsville auf die U.S. Highways 58 und 221. Nach der Überquerung des New Rivers wird sie vom U.S. Highway 52 gekreuzt. Zwischen Fort Chiswell und Wytheville nutzt die Straße die Trasse der Interstate 81 und des U.S. Highways 11. Ab der Ortschaft Bland führt der US 52 parallel zur I-77 in nördlicher Richtung zur Grenze zu West Virginia und nutzt dabei den Big Walker Mountain sowie den East River Mountain Tunnel.

### West Virginia
In West Virginia trifft die Interstate 77 zunächst östlich von Princeton auf den U.S. Highway 460. Im Süden von Camp Creek wird sie vom U.S. Highway 19 gekreuzt. Zwischen Beckley und Charleston nutzt die Straße die Trasse der Interstate 64. Die gemeinsame Trasse verläuft ab Emmons zusammen mit dem U.S. Highway 60 im Tal des Kanawha Rivers. Im Zentrum von Charleston trifft die I-77 auf den U.S. Highway 119 und im Norden der Stadt nahe dem Yeager Airport zweigt die Interstate 79 ab.
Westlich von Ripley wird die Interstate vom U.S. Highway 33 gekreuzt und im Osten von Parkersburg trifft sie auf den U.S. Highway 50. Mit der Überquerung des Ohio Rivers östlich von Williamstown erreicht die Straße den Bundesstaat Ohio.

### Ohio
In Ohio verläuft die Interstate weiter in Richtung Norden und trifft östlich von Cambridge auf die Interstate 70 und auf die U.S. Highways 22 und 40. Im Osten von Newcomerstown auf den U.S. Highway 36. Zwischen New Philadelphia und Strasburg nutzt der U.S. Highway 250 die Trasse der Interstate 77. Im Süden der Stadt Canton wird sie vom U.S. Highway 30 gekreuzt und bildet zusammen mit dem U.S. Highway 62 eine westliche Umgehung um das Stadtzentrum.
Im Süden des Großraums von Akron trifft die I-77 auf die Interstate 277 und auf den U.S. Highway 224. Nach dem ersten Kreuz mit der Interstate 76 verlaufen beiden in Richtung Westen am Zentrum Akrons vorbei. Nach der Trennung der beiden Highways führt die Interstate 77 in nordwestlicher Richtung und ab dem Kreuz mit der Ohio State Route 21 wieder in nördlicher Richtung. In der Nähe der Ortschaft Richfield wird die Autobahn zunächst von der Interstate 271 gekreuzt. Kurz darauf trifft sie auf die Interstate 80, die in diesem Abschnitt den Ohio Turnpike bildet und die Grenze zum Großraum Cleveland, dem Greater Cleveland, markiert.
Hinter der Interstate 80 hält die I-77 direkt auf Clevelands Innenstadt zu. Auf dem Weg dorthin kreuzt sie zunächst im Vorort Independence die Interstate 480, Clevelands südlichen Autobahnring. Kurz dahinter quert sie den Cuyahoga River. An dessen östlichem Hochufer angekommen, folgt die Autobahn dem Flussverlauf mit einigem Abstand und bedient dabei Clevelands wichtigstes Industriegebiet, die Flats. Nach Kreuzung der Interstate 490 und Querung des Hauptstrangs der örtlichen Eisenbahnlinien schwenkt die Autobahn Richtung Nordwesten ein und mündet schließlich zusammen mit dem U.S. Highway 422 und den Ohio State Routes 14 und 43 direkt vor Clevelands Innenstadt in die Interstate 90, die hier die südliche Innenstadttangente bildet.
Das letzte Teilstück zwischen der I-480 und der Innenstadt ist auch unter der Bezeichnung Willow Freeway bekannt. Die zugehörigen Planungen für eine kreuzungsfreie Hauptausfallstraße für Cleveland reichen bis in die 1930er Jahre zurück. Die Bauarbeiten begannen 1938 im Rahmen einer Arbeitsbeschaffungsmaßnahme während des Rooseveltschen New Deal. Als die US-Regierung Mitte der 1950er Jahre den Bau des Interstate-Highway-Systems beschloss, wurde der Willow Freeway in die Planungen integriert und somit Bestandteil der heutigen I-77.

## Zubringer und Umgehungen
- Interstate 277 bei Charlotte
- Interstate 277 bei Akron